# Antonin Marmontel

Antonin Marmontel

Antonin Emile Louis Corbaz-Marmontel (* 24. November 1850 in Paris; † 23. Juli 1907 ebenda) war ein französischer Komponist, Pianist und Musikpädagoge.

## Leben und Wirken
Marmontel hatte ersten Klavierunterricht bei seinem Vater, dem Komponisten und Musikpädagogen Antoine François Marmontel. Ab dem zehnten Lebensjahr studierte er am Conservatoire de Paris Solfège, Harmonielehre und Begleitung, Kontrapunkt und Fuge bei François Bazin und Klavier bei seinem Vater. 1873 erlangte er beim Wettbewerb um den Prix de Rome mit der Kantate Mazeppa eine ehrende Erwähnung.
Von 1875 bis 1881 war er Repetitor für Solfège am Conservatoire. Zwischen 1878 und 1889 wirkte er als Zweiter Chorleiter an der Pariser Oper, daneben blieb er dem Conservatoire als Mitglied der Prüfungskommission verbunden. 1901 übernahm er die Klavierklasse von Raoul Pugno und unterrichtete u. a. Marguerite Long und Magda Tagliaferro, später auch Robert Casadesus.
Marmontel komponierte über 150 Klavierstücke sowie zahlreiche Lieder. Daneben veröffentlichte er mehrere musikpädagogische Schriften. Mehrere Komponisten widmeten ihm Werke: Émile Artaud die Mascarade, René Baillot ein Prélude, Reynaldo Hahn zwei Walzer und Mel Bonis ein Prélude.

## Klavierwerke
- Angélus
- Caprice
- En chasse
- Impromptu
- Intermezzo et Scherzetto
- L’Enchanteresse
- Novelette
- Valse lente
- Valse Mazurka
- Sonate
- Arabesques
- Autrefois
- Balancelle
- Barcarolle
- Courante
- Feuillet d’album
- Le Long chemin
- Le Ruisseau
- Prélude
- Toccata
- Valse sérénade

## Schriften
- Exercices de première année de musique, solfège et chants…à l’usage de l’enseignement élémentaire
- La Première année de musique
- Enseignement progressif et rationnel du piano
- Le Mécanisme du piano
- L’Art de déchiffrer, 100 Etüden
- L’Art de déchiffrer à 4 mains, 50 Etüden
- Petites Etudes mélodiques de mécanisme

| Personendaten    | Personendaten                                              |
| ---------------- | ---------------------------------------------------------- |
| NAME             | Marmontel, Antonin                                         |
| ALTERNATIVNAMEN  | Corbaz-Marmontel, Antonin Emile Louis (vollständiger Name) |
| KURZBESCHREIBUNG | französischer Komponist, Pianist und Musikpädagoge         |
| GEBURTSDATUM     | 24. November 1850                                          |
| GEBURTSORT       | Paris                                                      |
| STERBEDATUM      | 23. Juli 1907                                              |
| STERBEORT        | Paris                                                      |